# 宮本勝弘
宮本 勝弘（みやもと かつひろ、1956年10月22日 - ）は、日本の実業家。元山陽特殊製鋼代表取締役社長。大阪府出身。

## 来歴
大阪の高校を経て、1981年に一橋大学法学部卒業。1988年にロンドン大学ロンドン・ビジネス・スクール スローン・フェローシップ・プログラム修了。学生時代は一橋大学クリムゾンに所属し当時のキャプテンは坪内良人（のちにジェイアールセントラルビル代表取締役社長）であった。新日本製鐵に入社後、2015年に新日鐵住金常務執行役員。2018年に同社代表取締役副社長。2019年に日本製鉄代表取締役副社長。2021年より山陽特殊製鋼代表取締役社長。2025年山陽特殊製鋼取締役相談役。